# Pintor de los cisnes
El Pintor de los cisnes (... - ...; fl siglo VII-VI a. C.) es el nombre convenido dado a un pintor corintio de vasos.

## Actividad

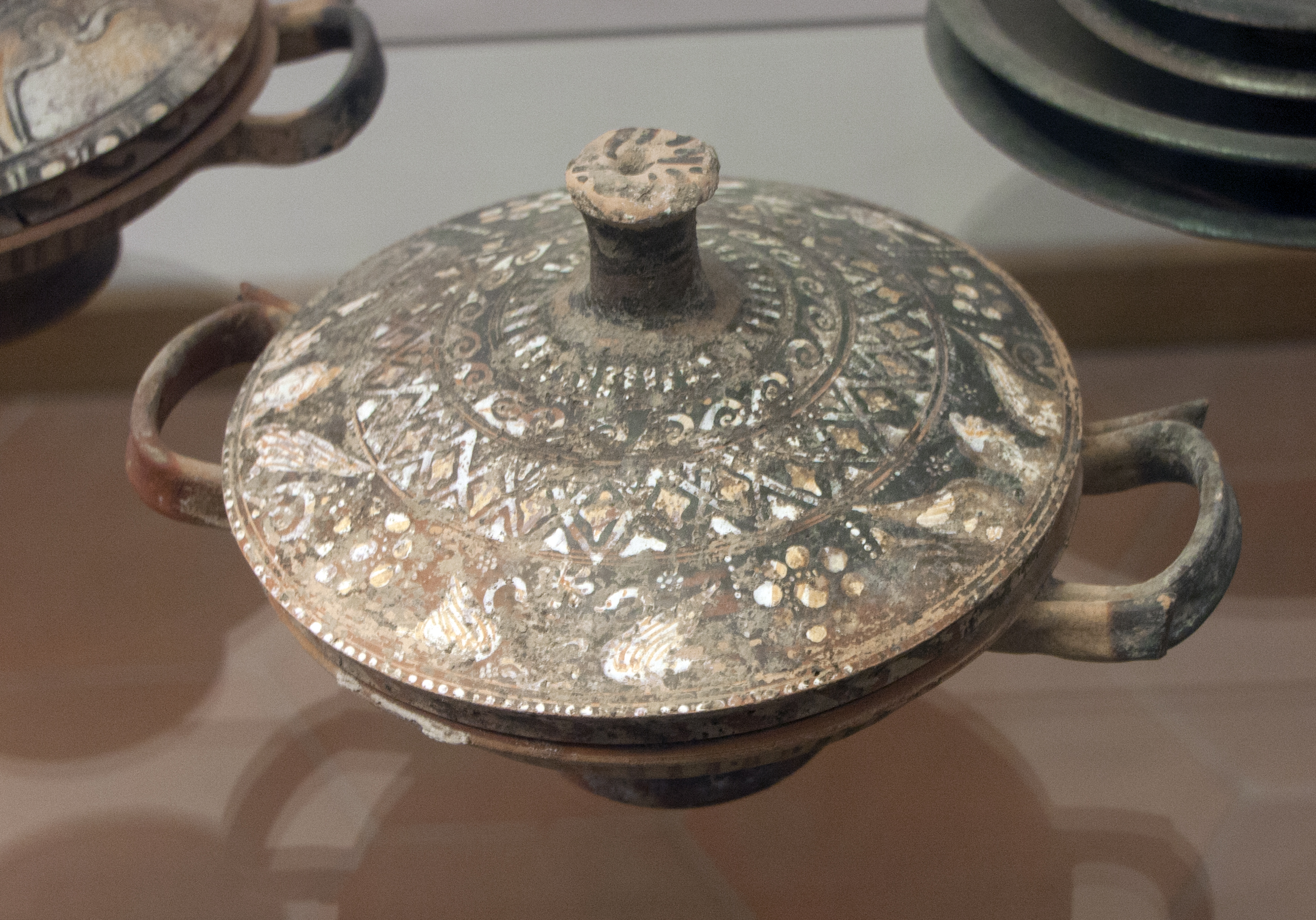
Vaso del pintor de los cisnes.

El arqueólogo Jack L. Benson bautizó este tipo de vasos con el nombre de las aves presentes en todos los alàbastra. Sus obras se han datado entre el periodo corintio arcaico (720-590 a. C.) y el periodo corintio medio (590-575 a. C.). La técnica de ejecución es buena, el dibujo nítido y elegante, el grabado preciso.